# Miguel Cavero-Egúsquiza
José Miguel Cavero-Egúsquiza Saavedra (Tarapoto, 8 de mayo de 1914-Lima, 9 de diciembre de 1997) fue un abogado, diplomático y periodista peruano. Se desempeñó como fiscal de la nación desde 1983 a 1984.

## Biografía
Nació en Tarapoto en 1914. Fue hijo de Justiniano Cavero Egúsquiza y de Rosaura Saavedra. Fue nieto del político Juan Celestino Cavero.
Realizó sus estudios escolares en su ciudad natal y los secundarios en el Colegio Nuestra Señora de Guadalupe.
Estudió Derecho en la Universidad Católica, en la cual se graduó con la tesis La eutanasia o el derecho de matar (1940).
Como diplomático, fue ministro consejero en la Embajada del Perú en Colombia en 1948.
Fue editorialista del diario El Comercio.
En 1945, fue presidente de la Asociación Internacional de Prensa.
Fue fiscal supremo y luego fiscal de la nación (1983-1984).

## Fiscal de la nación
En mayo de 1983, fue elegido fiscal de la nación. 
Cavero Egúsquiza, como titular del Ministerio Público, propuso la apertura de un diálogo entre los jefes de Sendero Luminoso y las autoridades peruanas. Tras ello, la Cámara de Diputados aprobó un voto de extrañeza contra el fiscal. 
El 23 de mayo de 1984, se publicó la Ley n.º 23836 (denominada por los medios de prensa como la ley Cavero), la cual interpretó la Constitución y señaló que el fiscal de la nación y los demás fiscales cesan definitivamente en sus funciones al cumplir 70 años de edad. Con ello, Cavero Egúsquiza culminó su labor como fiscal.

## Labor parlamentaria
En las elecciones generales de 1985, fue elegido diputado por Lima por el Partido Aprista Peruano.
Durante su gestión parlamentaria, fue parte de la Comisión de Relaciones Exteriores y de la Comisión de Integración Amazónica. Fue presidente de la Comisión Especial de Fronteras de la Cámara de Diputados.